# Oswaldo Dias
Oswaldo Dias (Guarani, 13 de julho de 1942 – Mauá, 5 de agosto de 2024) foi um professor e político brasileiro. Também foi metalúrgico e lavrador foi fundador do Partido dos Trabalhadores e ex-prefeito de Mauá. Era casado com Celma Dias(PT),que exerceu o cargo de vice-prefeita da cidade de Mauá de 01 de janeiro de 2021 até 31 de dezembro de 2024.

## Vida
Nasceu na Zona da Mata de Minas Gerais, na cidade de Guarani. Aos 20 anos, mudou-se para o Rio de Janeiro, mudando-se em seguida para Mauá. Foi ajudante-geral na indústria Sherwin Williams. Trabalhou também na Firestone, em Santo André, e na Metalúrgica Limasa, de São Bernardo do Campo, de onde foi demitido em 1979 após entrar para o Sindicato dos Metalúrgicos do ABC. Sua carteira de filiação traz a assinatura do presidente da República Luiz Inácio Lula da Silva. Formou-se em Geografia e em Ciências Sociais. Tornou-se professor da rede estadual de ensino de Mauá.
Foi eleito vereador de Mauá em 1992. Encerrado o mandato, elegeu-se prefeito da cidade em 1996 e foi reeleito em 2000. Elegeu-se novamente para o terceiro mandato em 2008.
No seu segundo mandato inaugurou o Teatro Municipal, em dezembro de 2001.
Presidiu o Consórcio Intermunicipal Grande ABC em 2000.
Faleceu no dia 5 de agosto de 2024, na cidade de Mauá, vítima de complicações no sistema respiratório.